# Armand Rassenfosse

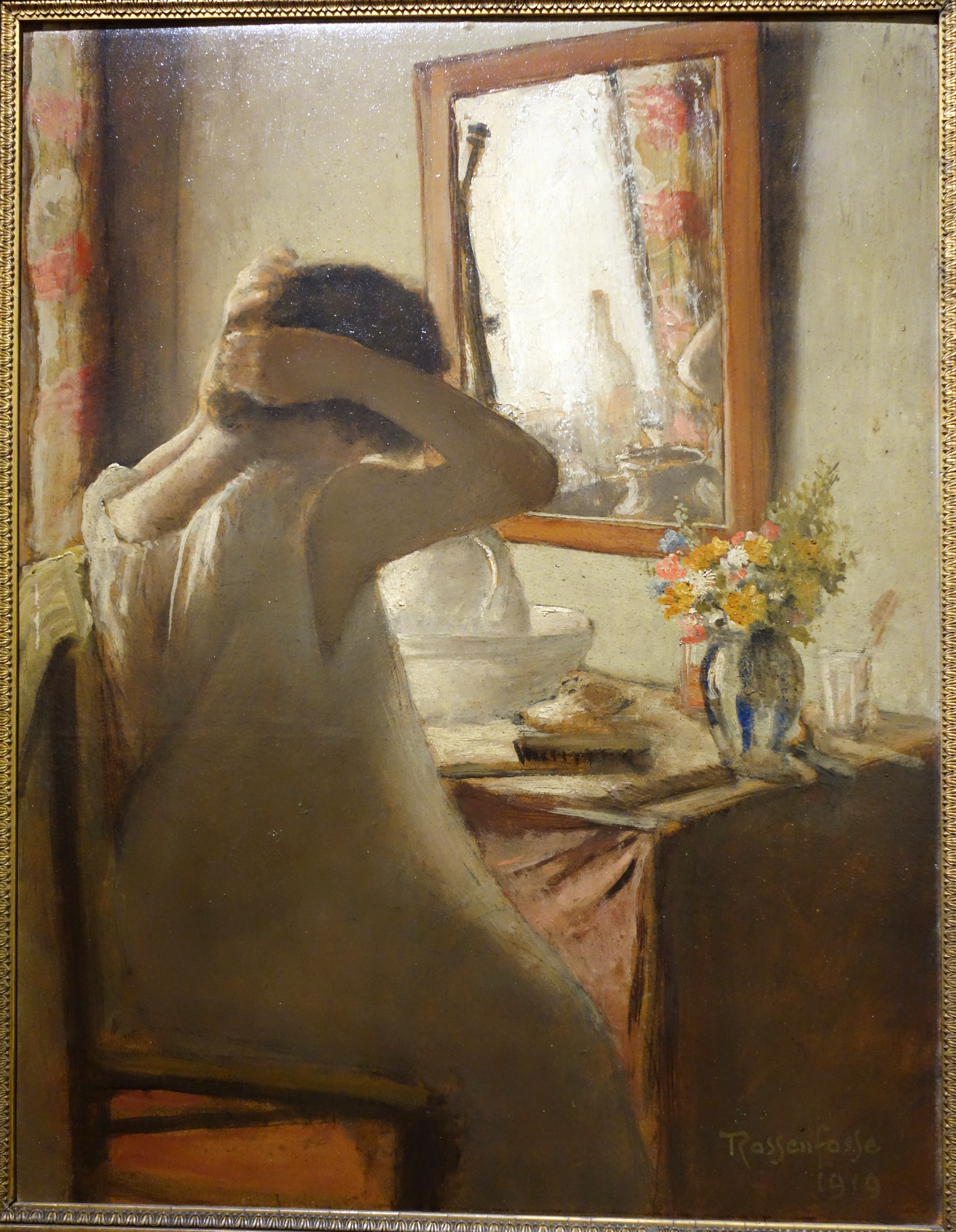
La Toilette, 1919, Armand Rassenfosse
Collectie M - Museum Leuven.

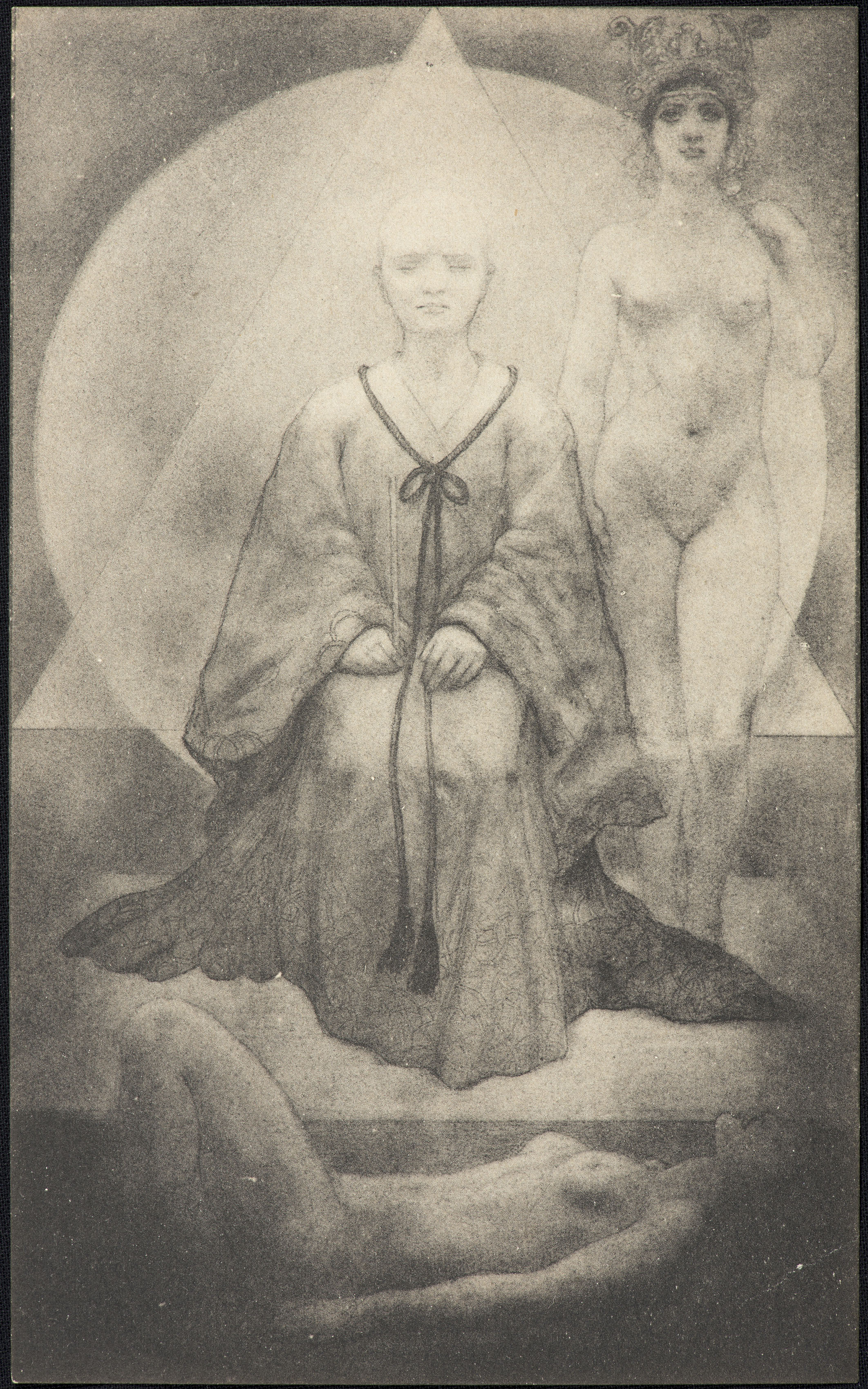
Titelpagina van het toneelstuk Le Solitaire de la lune van François de Curel, 1909.
Collectie KBS.

André Louis Armand Rassenfosse (Luik, 6 augustus 1862 - Luik, 28 januari 1934) was een Belgisch graficus, boekillustrator en schilder.

## Leven en werk
Zijn familie had sinds generaties een winkel van woninginrichting en van toegepaste kunst: kristal, porselein, brons en oosterse tapijten. Zoon Armand leek voorbestemd om de familiezaak voort te zetten, doch de laatste jaren van zijn humaniora ging hij in Namen studeren en woonde hij in bij zijn oom, die hem enkele etsen van Félicien Rops schonk uit zijn collectie. Armand Rassenfosse raakte erg geboeid door die etsen, en ging al gauw zelf experimenteren met deze techniek.
Na zijn humaniora ging hij voor de familiezaak werken. Voor een meubelfabrikant bewerkte hij houten panelen met pyrografie, waarbij een decoratieve lijntekening in het hout wordt gebrand en met kleur gehoogd. Ook als autodidact kunstenaar ging hij aan de slag en zo kwam hij in contact met Adrien De Witte, directeur van de Luikse kunstacademie, en met een groep kunststudenten, onder wie Gustave Serrurier-Bovy. Alhoewel hij van hen een en ander opstak, raadden zij hem wegens zijn talent en gedrevenheid aan om voort te doen en vooral om autodidact te blijven.
Toen hij op 25-jarige leeftijd in Parijs was voor de familiezaak, ging hij zijn idool Félicien Rops opzoeken. Het klikte wonderbaarlijk tussen de beide mannen, en uit die ontmoeting groeide een levenslange hechte vriendschap en een uitgebreide correspondentie over hun experimenten met de verschillende etstechnieken. Op vraag van Rops ontwikkelde Rassenfosse een speciaal doorzichtig 'vernis mou' voor etsen, dat ze 'Ropsenfosse' doopten.
Rassenfosse zette kort daarna zijn werk voor de familiezaak stop en werd omwille van de broodwinning artistiek directeur van de Luikse drukkerij Bénard. Mede dankzij zijn stage in Parijs bij Jules Chéret gaven zijn ontwerpen de drukkerij bekendheid omwille van haar artistiek hoogstaande affiches.
Intussen zette Rassenfosse zijn eigen grafisch werk voort als etser en als boekillustrator. Hij kleefde de stroming van het symbolisme aan. Zijn etsen waren technisch en thematisch verwant met het werk van Félicien Rops, doch ze kunnen niet worden beschouwd als het werk van een leerling of epigoon omwille van de eigen inbreng van Rassenfosse zelf.
Zijn contacten met Rops leverden Rassenfosse uiteindelijk een belangrijk contract op met de Parijse uitgever Eugène Rodrigues van de “Société des Cent Bibliophiles” om Charles Baudelaires gedichten uit Les Fleurs du mal te illustreren. Rassenfosse werkte gedurende twee jaar aan dit project, dat alle 158 gedichten illustreert met een grote kleurets en met een sluitvignet. Het boek verscheen in 1899 in een oplage van slechts 130 exemplaren. Het geldt niet alleen als het magnum opus van Armand Rassenfosse, maar ook algemeen als één der hoogtepunten op het vlak van boekillustratie.
Na 1900 verliet Rassenfosse grotendeels de artistieke stroming van het symbolisme. Hij ging meer en meer schilderen, doch bleef ook doorgaan met vrije grafiek en met boekillustratie. In zijn schilderijen ontpopte hij zich als de schilder van 'de Vrouw', veelal naakten in een intimistisch decor, doch ook danseressen in de rijkelijke decors van de Ballets Russes van Serge Diaghilev of danseressen in de stijl van Isadora Duncan. Maar ook de ‘hiercheuses’, zoals de jonge meisjes en vrouwen uit de Luikse steenkoolindustrie genoemd werden, bleven hem boeien als thema, evenals het moederschap.
Rassenfosse werd een internationaal gevierd en gevestigd kunstenaar. Hij werd benoemd tot commandeur in de Leopoldsorde. Hij zetelde tot aan zijn dood in tal van officiële comités en jury’s van tentoonstellingen.

## Postuum
Claire de Rassenfosse, kleindochter van de kunstenaar, legateerde zowel het atelier-huis (het in 1898 door architect Paul Jaspar gerealiseerde Maison Rassenfosse in art-nouveau-stijl aan de Rue Saint-Gilles in Luik) als zijn inhoud aan de Koning Boudewijnstichting. Het ensemble werd op 20 februari 2009 toegevoegd aan de lijst van beschermd erfgoed in Luik. Ook een honderdtal werken – onder meer schilderijen, tekeningen, gravures, affiches – maken deel uit van de collectie, waaronder enkele emblematische stukken van de kunstenaar.

## Galerij

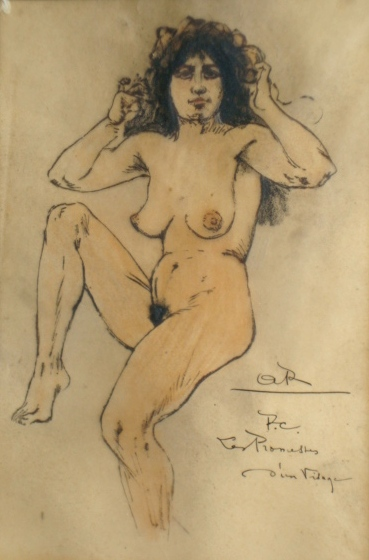
Illustratie bij het gedicht Promesses d'un visage uit Les Fleurs du mal van Baudelaire
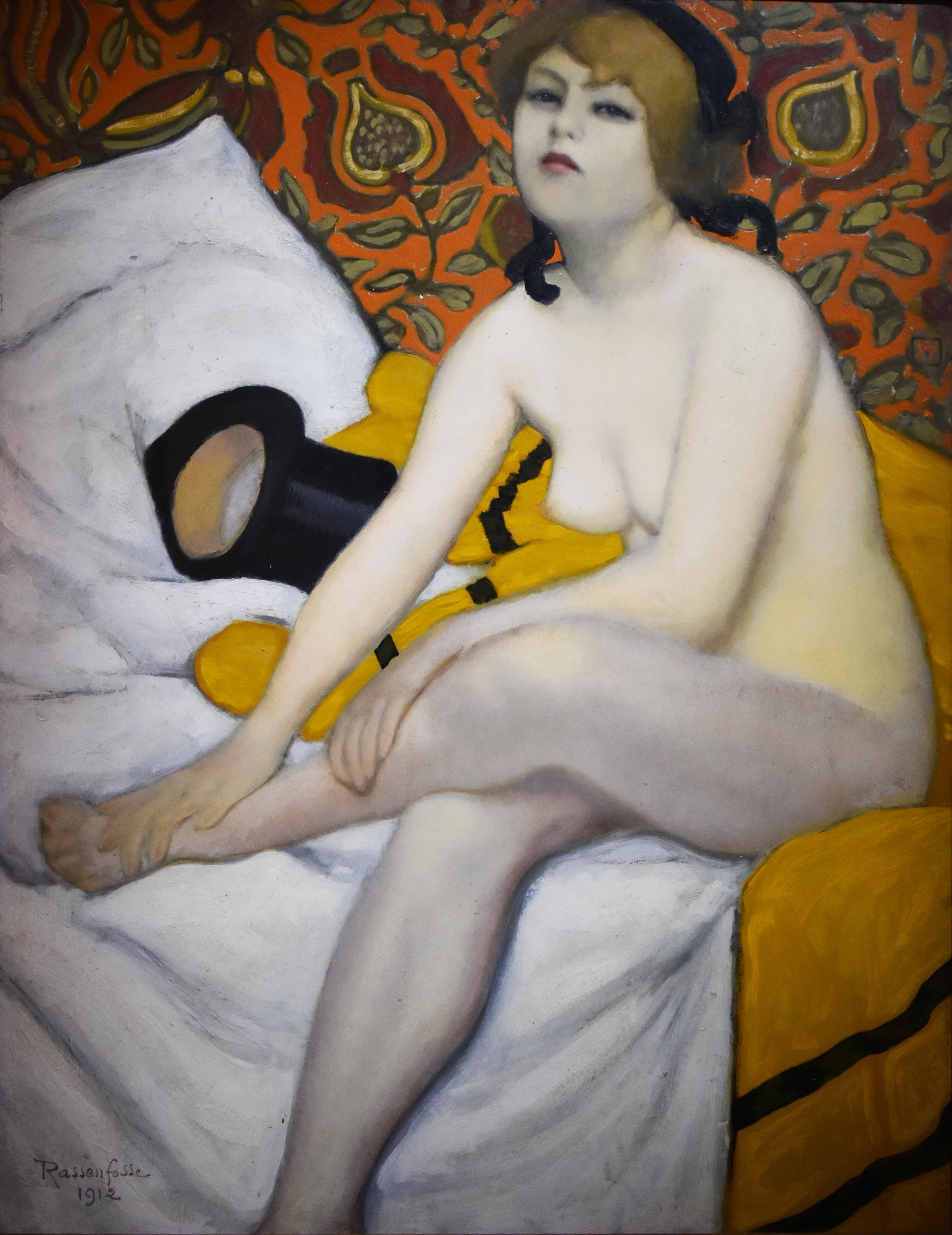
De gele kamerjas
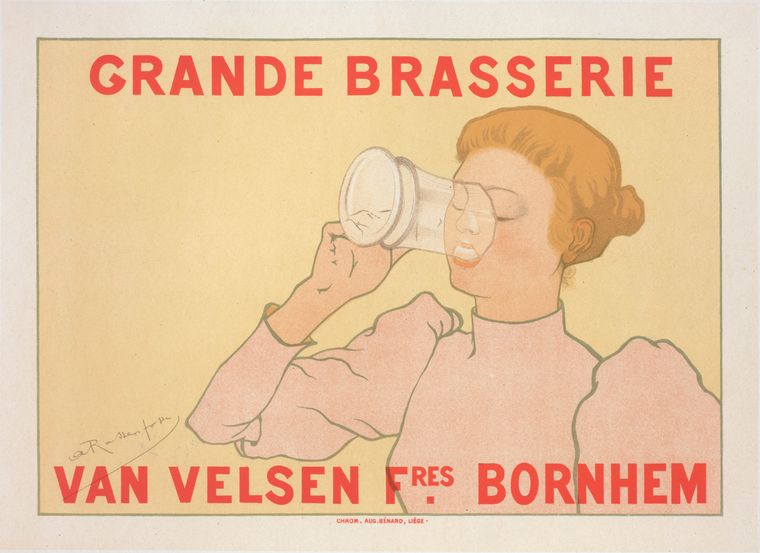
Affiche van Armand Rassenfosse voor brouwerij Van Velsen, Bornem (Drukkerij Bénard,1895)
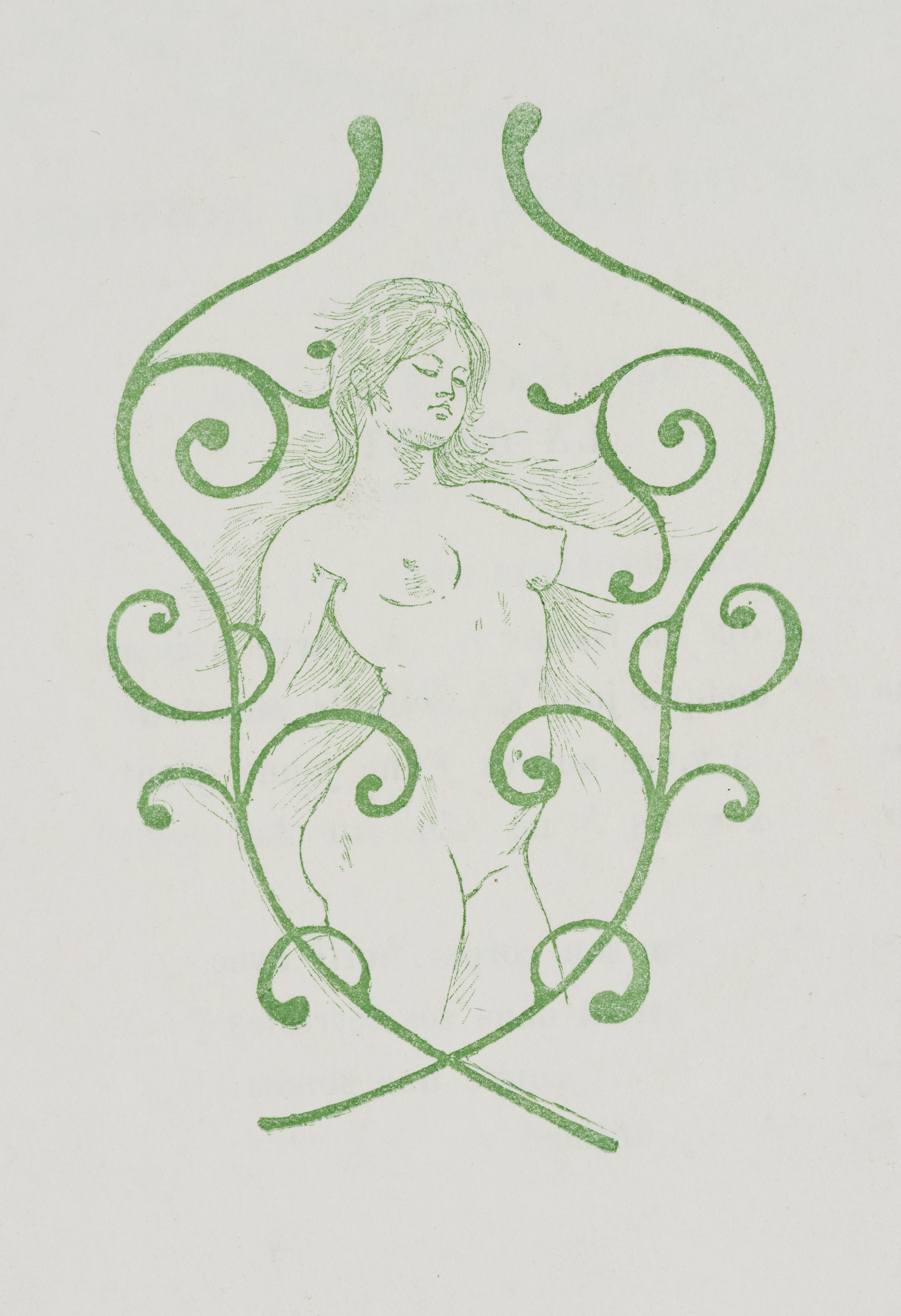
Sluitvignet, collectie KBS
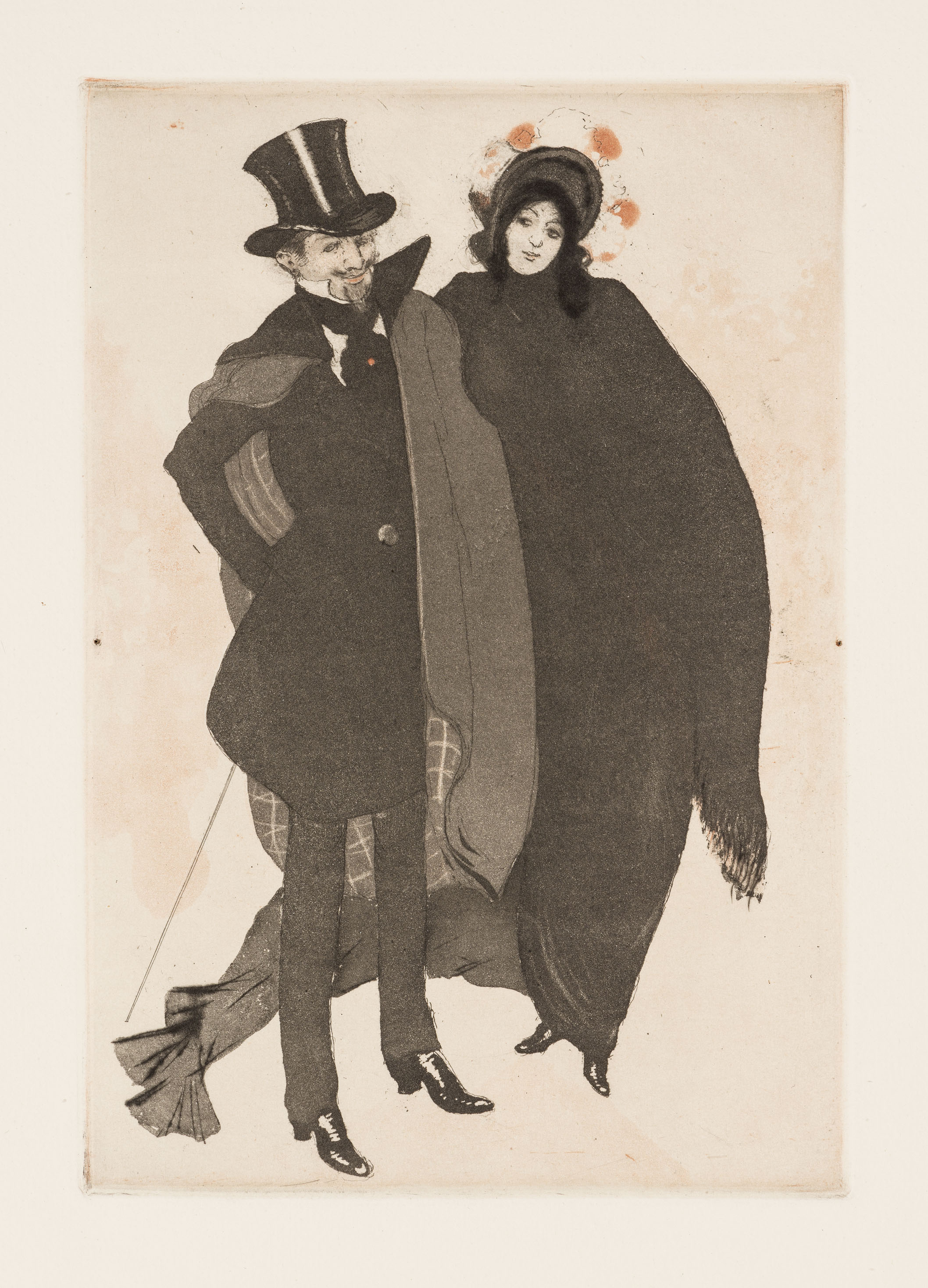
Illustratie voor Les Diaboliques, collectie KBS
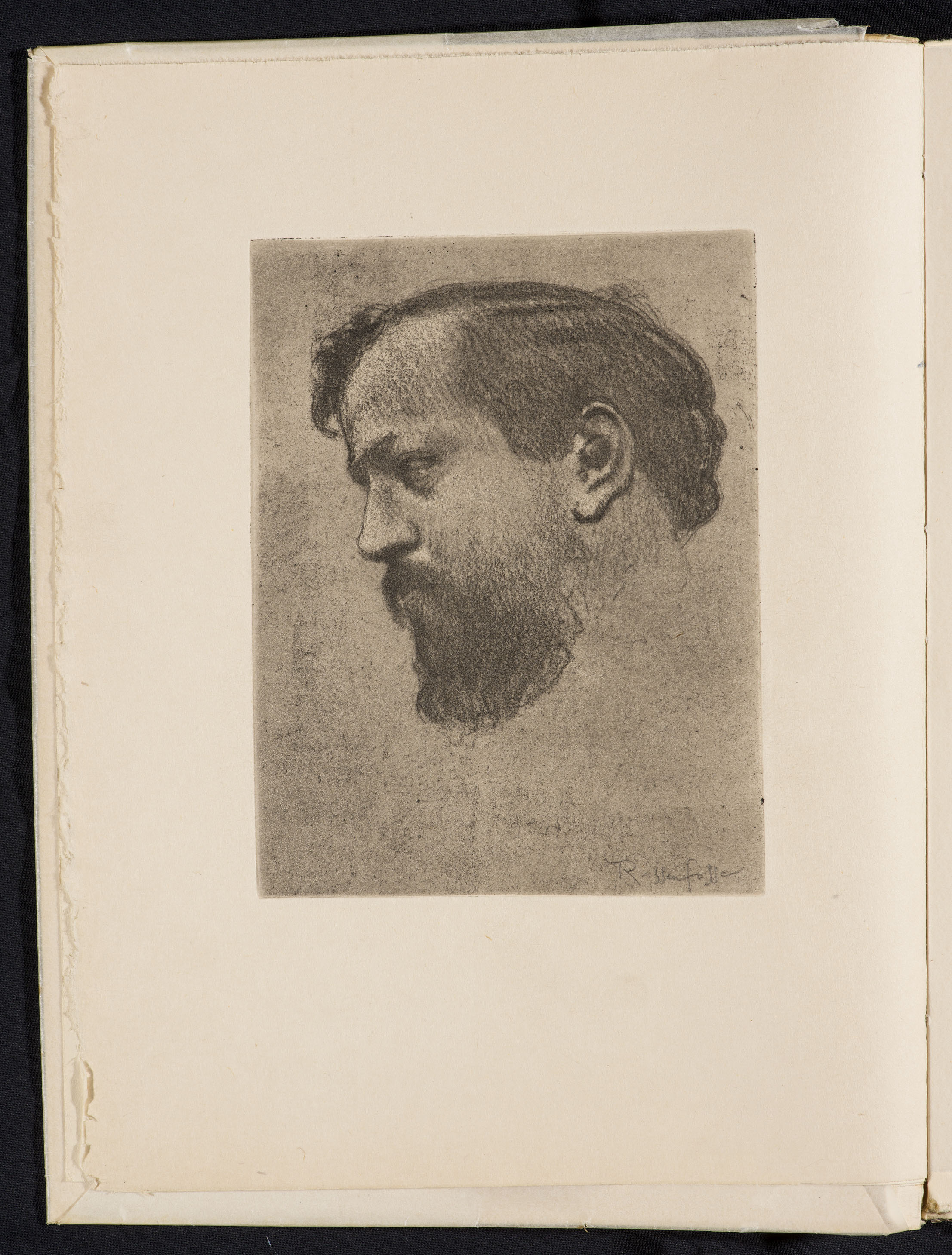
Illustratie voor Monsieur Croche Antidilletante van Claude Debussy, collectie KBS
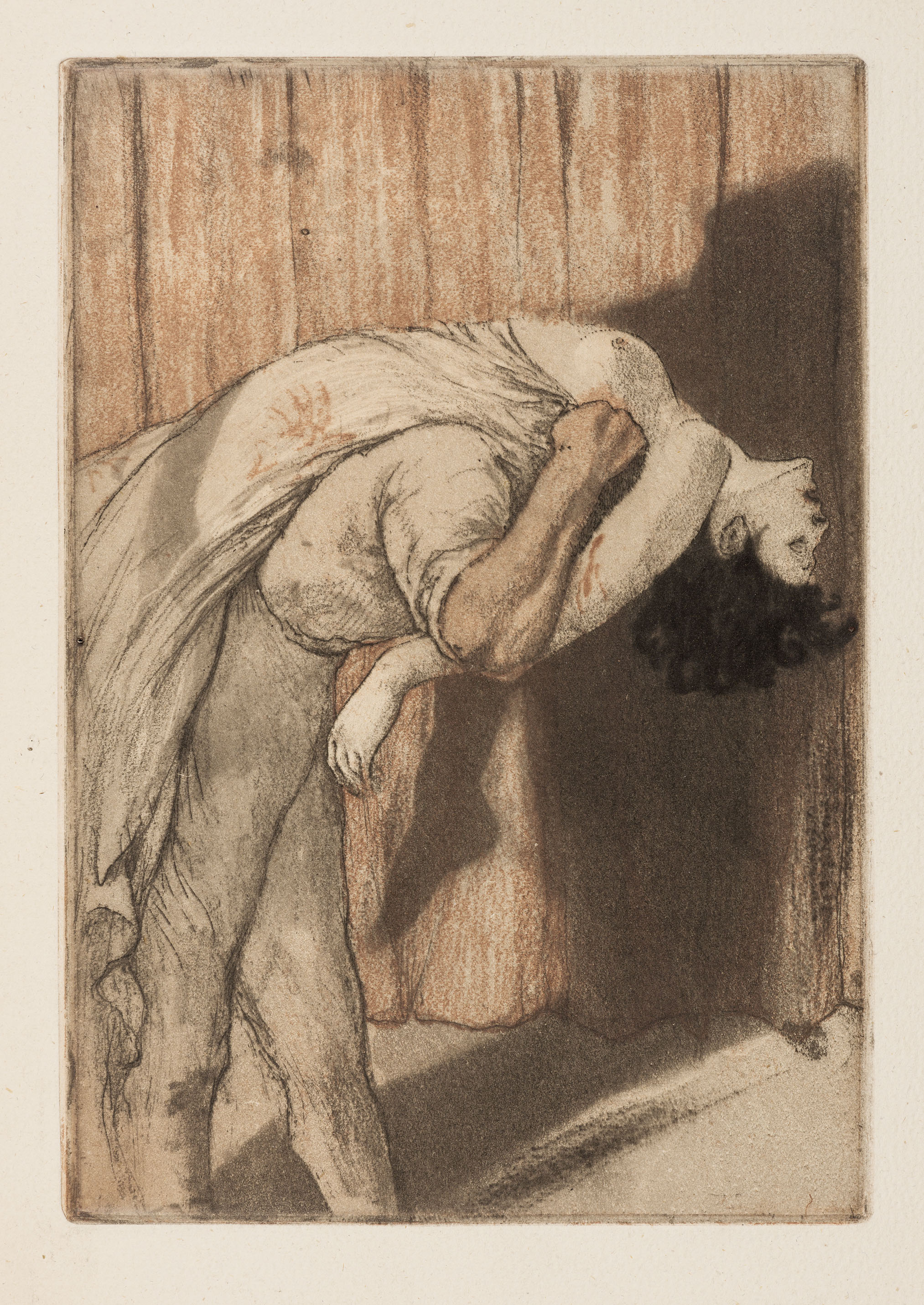
Le Rideau cramoisi, collectie KBS
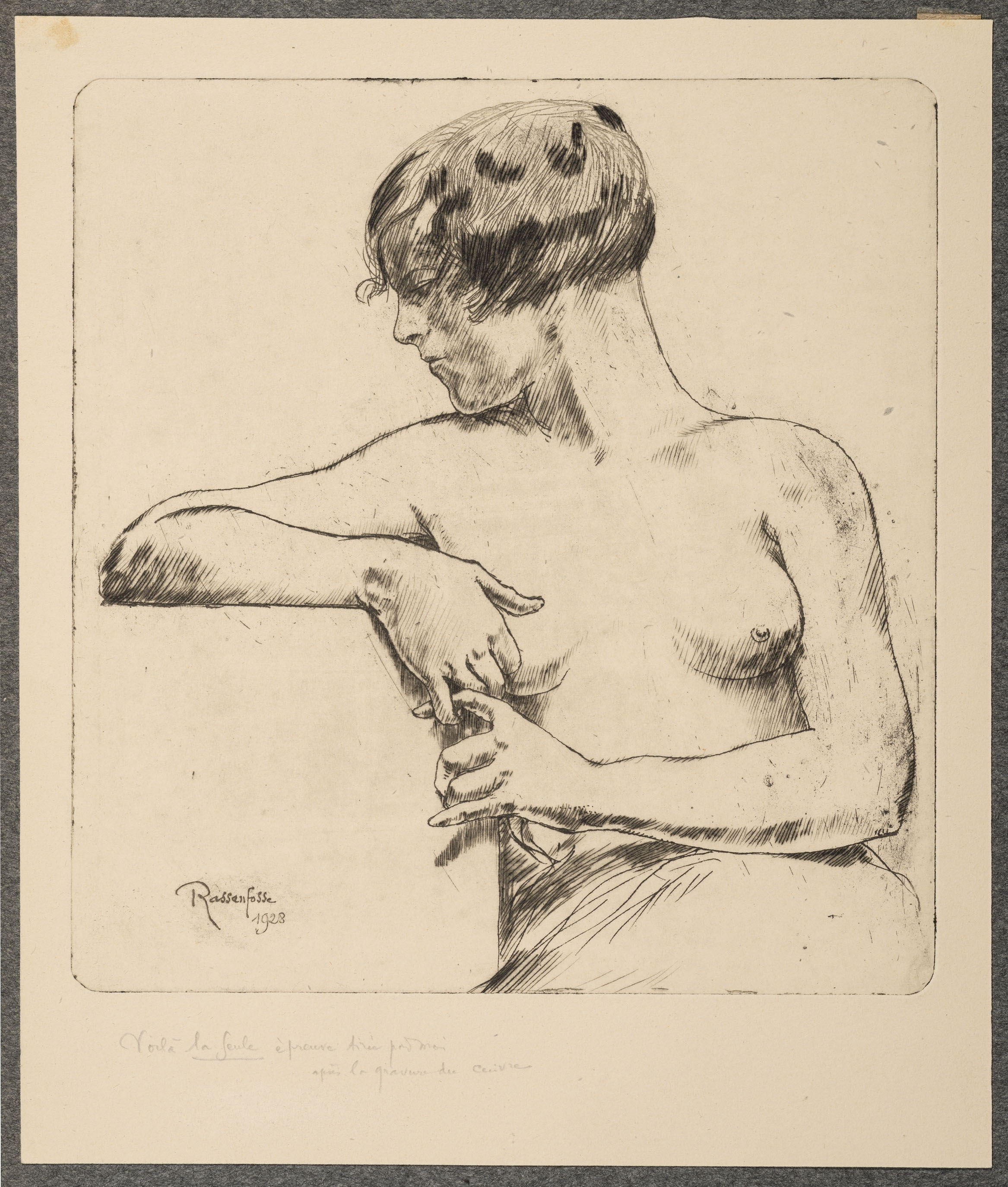
Illustratie voor 'Femmes', collectie KBS
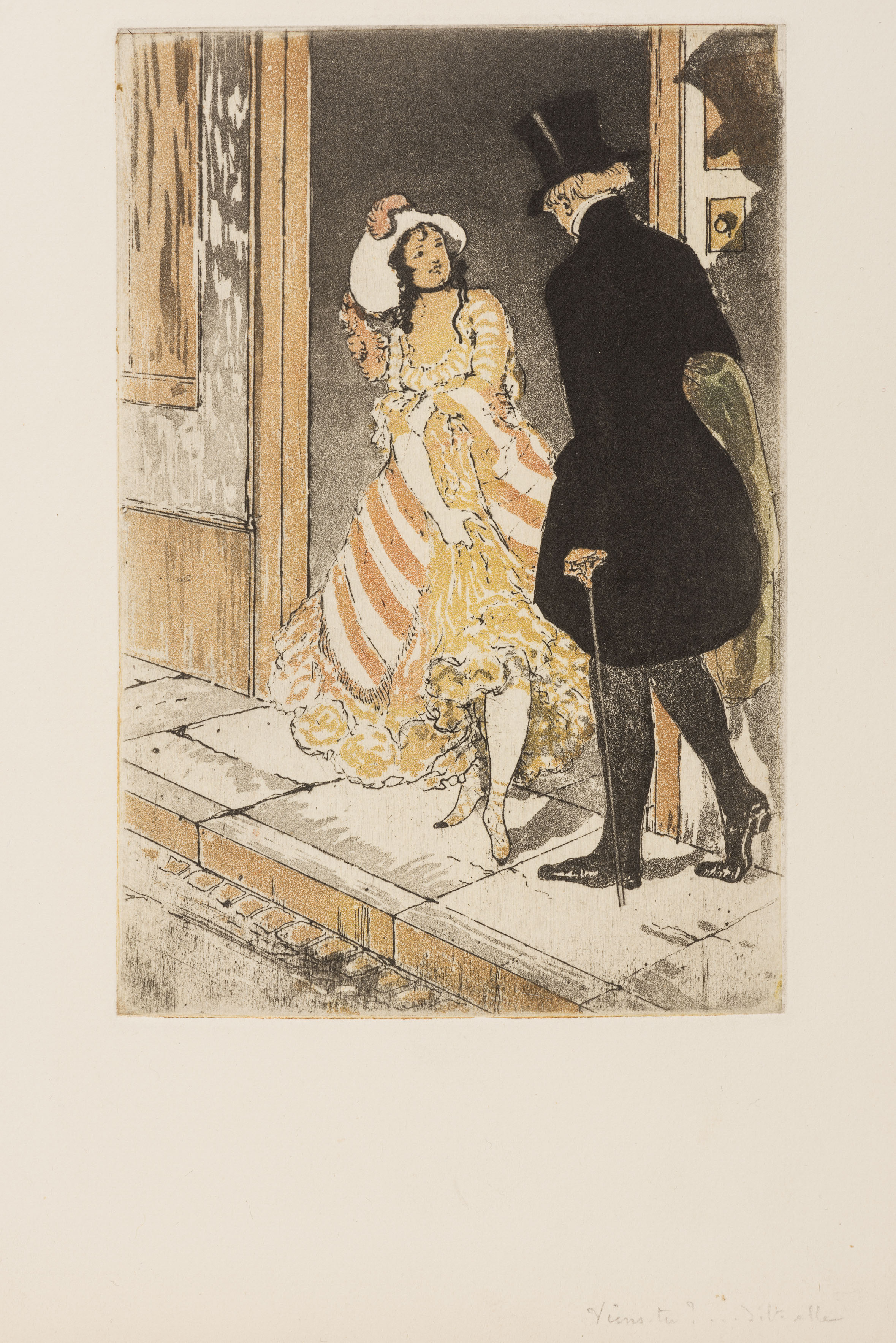
Illustratie voor La vengeance d'une Femme, collectie KBS
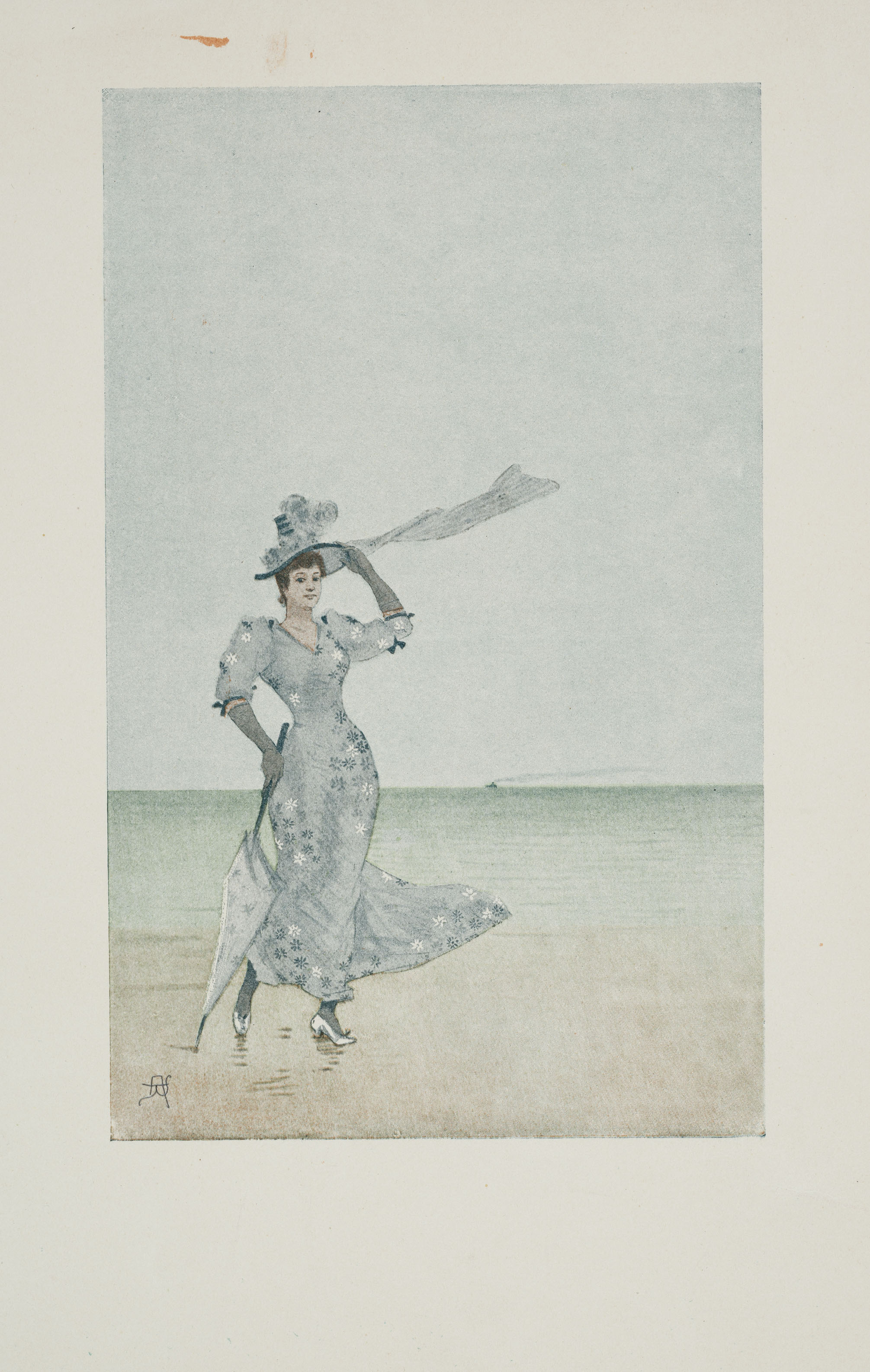
Kleurontwerp voor het omslag van Nos Plages, collectie KBS
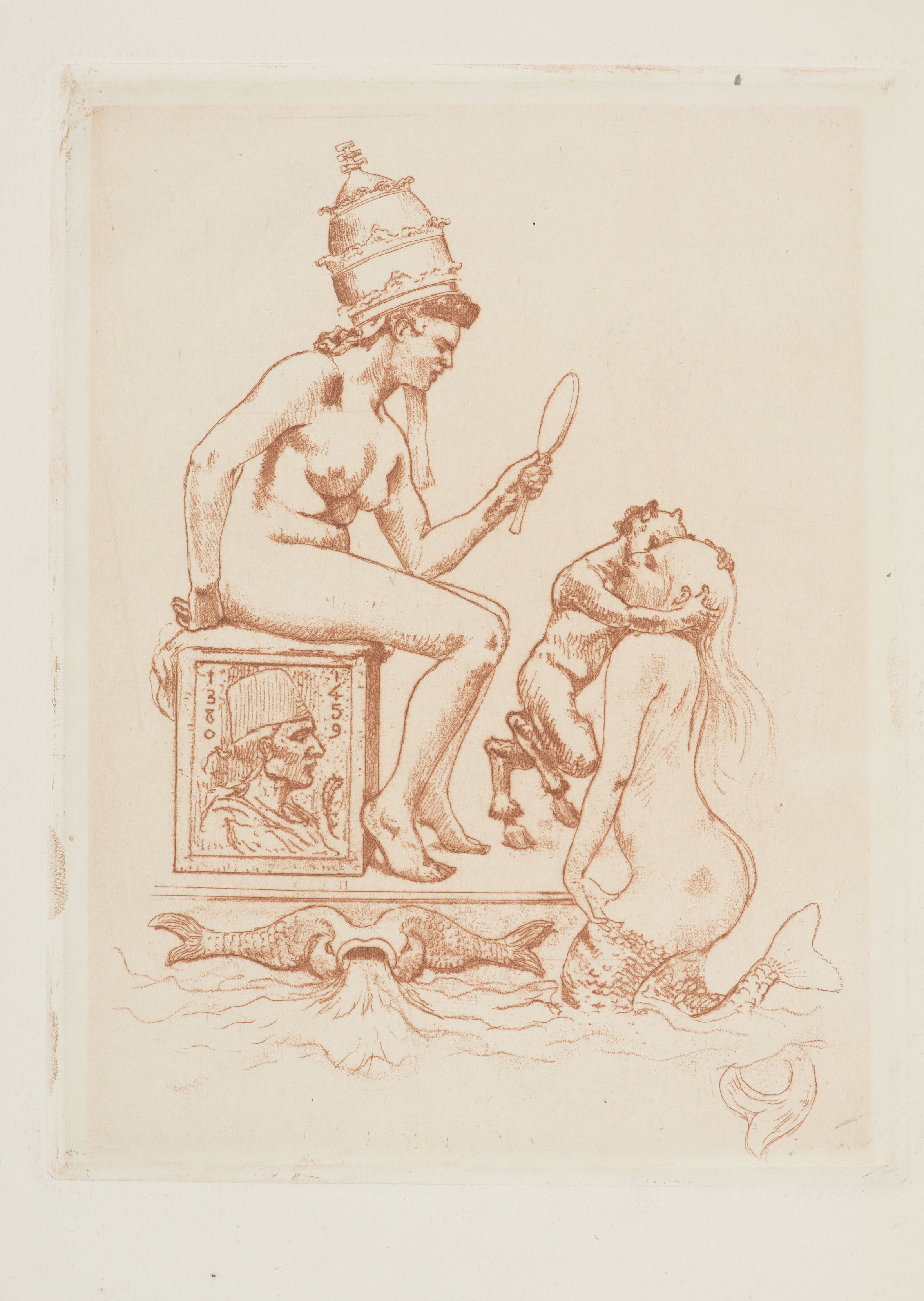
Titelpagina voor Les Bains de Bade, collectie KBS
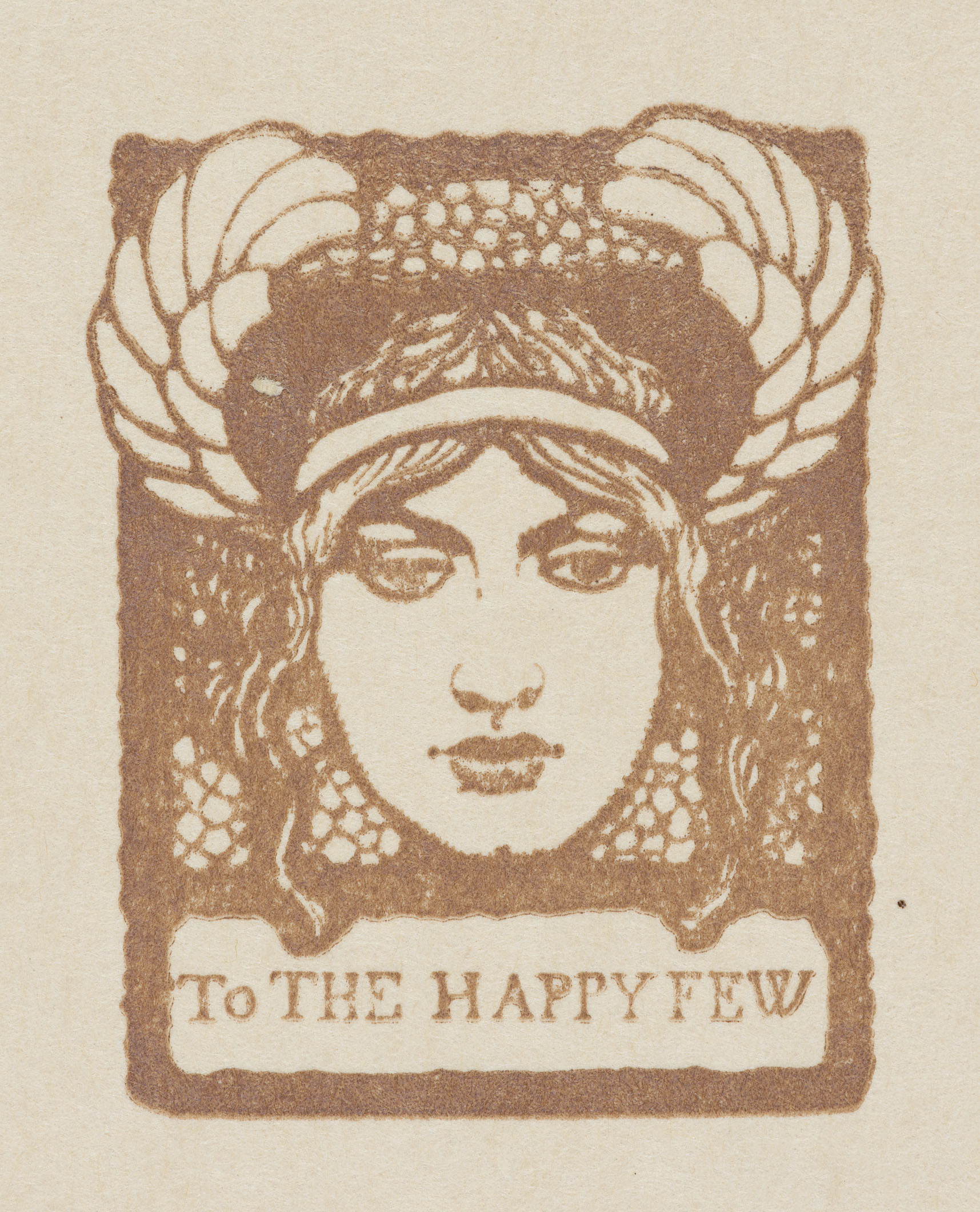
Handelsmerk voor To The Happy Few, collectie KBS
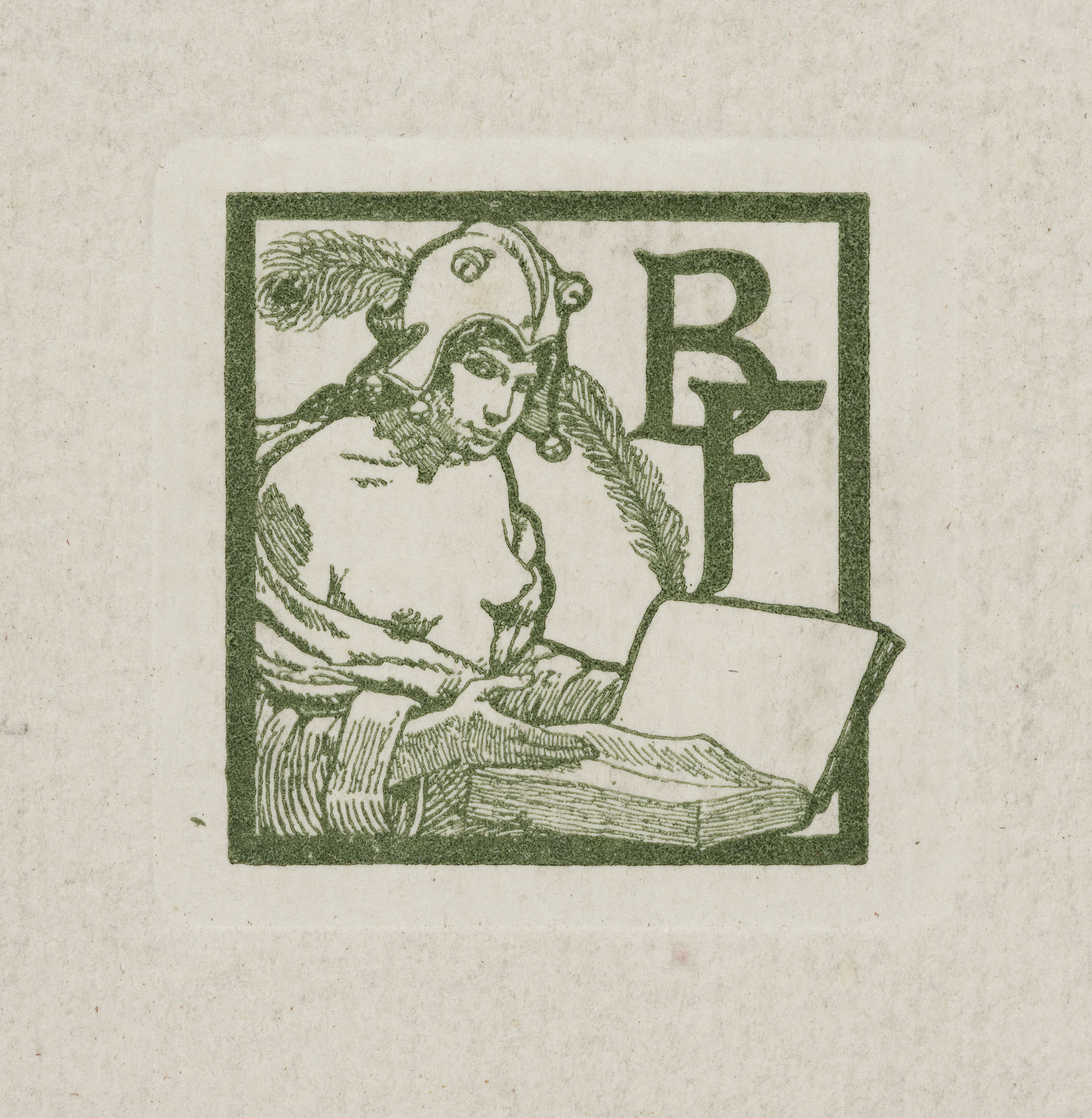
Handelsmerk voor de Sociéte des Bibiliophiles fantaisistes, collectie KBS.